# Frigorifero di terracotta

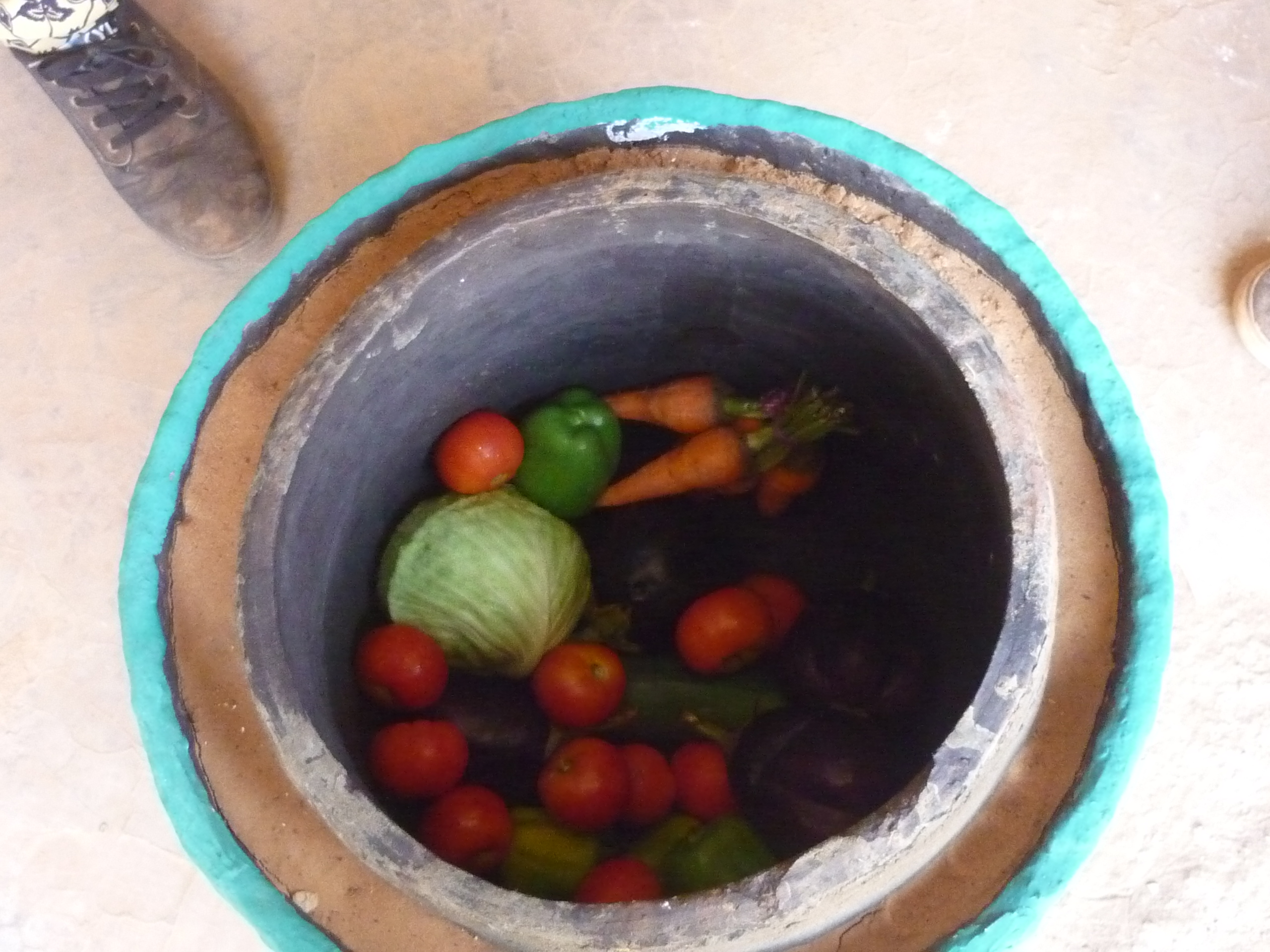
Un frigorifero di terracotta riempito con verdure

Un frigorifero di terracotta (in inglese: clay pot cooler oppure pot-in-pot refrigerator), conosciuto anche con il nome di zeer (in arabo زير‎?) o frigorifero del deserto o canari frigo, è un dispositivo di raffreddamento che sfrutta l'evaporazione e non ha bisogno di elettricità per funzionare.

## Funzionamento

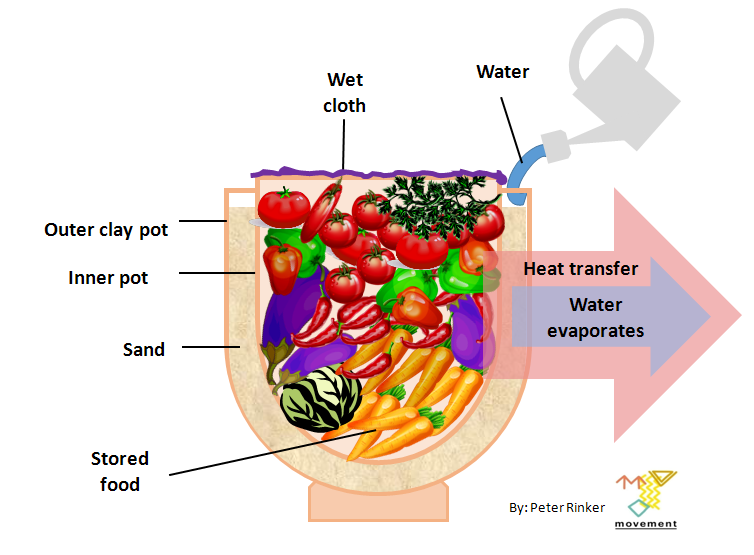
Funzionamento del frigorifero di terracotta

Il dispositivo utilizza un vaso di terracotta esterno  grezzo, poroso, non smaltato e riempito di sabbia umida, che contiene al centro un altro vaso interno più piccolo (che può essere invetriato per prevenire la penetrazione del liquido), in cui viene posto il cibo. L'evaporazione dell'acqua che inumidisce la sabbia contenuta nell'intercapedine tra i due vasi produce il raffreddamento, portando il calore del vaso interno verso l'esterno.
Dopo avere messo il cibo da raffreddare all'interno del vaso interno, questo vaso viene ricoperto da un telo bagnato, mentre la sabbia viene mantenuta umida versandovi acqua due volte al giorno.
L'effettivo raffreddamento evaporativo dipende dalla temperatura, dall'umidità e dalla velocità dell'aria (ventilazione). Mantenendo un flusso d'aria fresca costante, la temperatura del vaso interno può scendere fino a 4,4 °C,  temperatura alla quale i batteri mesofilici dannosi per l'alimentazione rallentano significativamente la loro crescita.
Nei primi tentativi, Mohammed Bah Abba riuscì a conservare delle melanzane per 27 giorni, contro una media di soli 3 giorni in caso di mancanza di refrigerazione, mentre pomodori e peperoni sono durati per tre settimane o più. Gli spinaci, che di solito si rovinano dopo una sola giornata, sono rimasti commestibili dopo 12 giorni.

## Storia

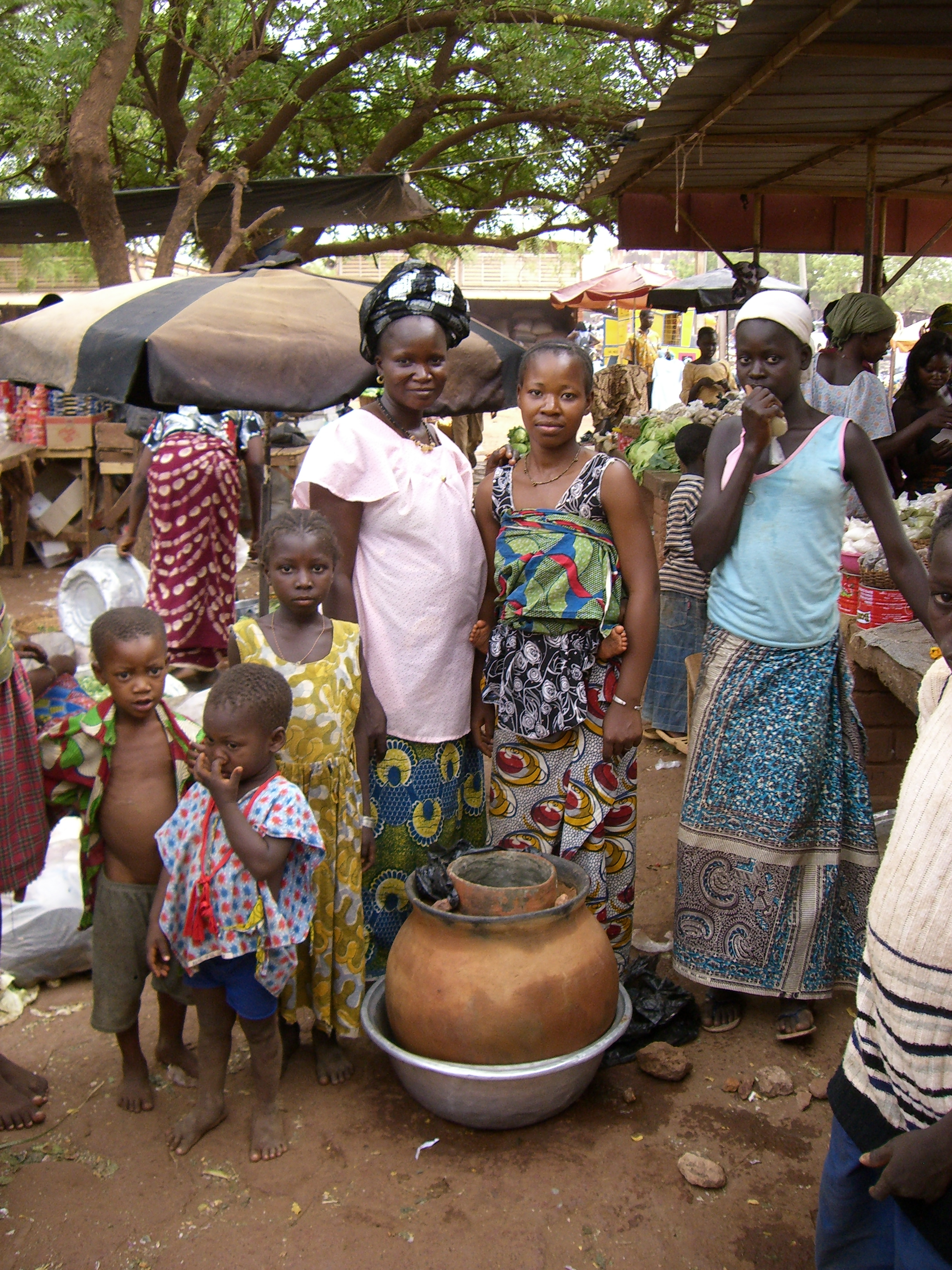
Venditrici di verdura con frigorifero di terracotta nel mercato di Ouahigouya (Burkina Faso)

Vi sono tracce che mostrano che la tecnica del raffreddamento tramite evaporazione fosse usata già nell'Antico Regno in Egitto nel 2.500 a.C.: alcuni affreschi raffigurano schiavi che muovono ventagli vicino a vasi pieni d'acqua per aumentare il flusso d'aria ed accelerare l'evaporazione ed il conseguente raffreddamento. Tali vasi esistono tutt'oggi e sono chiamati "zeer", da cui il nome dell'odierno dispositivo.
Molti vasi di terracotta furono scoperti tra i reperti della civiltà della valle dell'Indo risalenti al 3.000 a.C., i quali erano probabilmente utilizzati per conservare e raffreddare l'acqua, come gli attuali "gharha" o "matki" usati in India e Pakistan.
Nonostante fosse già in uso nel Nordafrica, tale tecnologia sembra essere stata dimenticata con l'avvento dei moderni frigoriferi elettrici, anche se nel subcontinente indiano sono ancora utilizzati diversi tipi di manufatti in terracotta (ghara, matka e surahi) per rinfrescare l'acqua. In Spagna il botijo è un popolare contenitore di terracotta usato per trasportare e raffreddare l'acqua, in uso da centinaia di anni ed ancora diffuso relativamente grazie al clima mediterraneo; localmente tale refrigerazione è conosciuta come "effetto botijo".

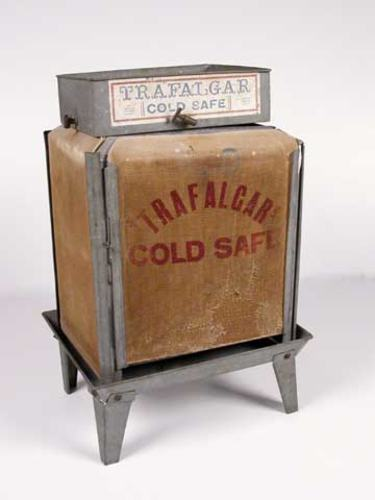
Un esempio di Coolgardie safe esposto al Western Australian Museum

Negli anni 1890 i cercatori d'oro in Australia svilupparono il "Coolgardie safe", basato sullo stesso principio.
Negli anni 1990, nelle aree rurali della Nigeria settentrionale, Mohamed Bah Abba (1964-2010), docente di studi commerciali presso il Politecnico dello Stato di Jigawa a Dutse, sviluppò il sistema di raffreddamento dei vasi di terracotta, consistente in un piccolo vaso di terracotta collocato all'interno di un altro vaso di terracotta più grande, con lo spazio vuoto tra i due vasi che veniva riempito di sabbia. Il piccolo vaso interno era così pronto per essere riempito con frutta, verdura o bevande e poi coperto con un telo bagnato.
Mohamed Bah Abba, che proveniva da una famiglia di produttori di vasi, dopo due anni di perfezionamento (1995-1997) sfruttò la vasta disoccupazione locale per assumere - a proprie spese - molti operai per produrre i primi 5.000 "frigoriferi di terracotta", che distribuì in 5 villaggi nello stato nigeriano di Jigawa. Nel 1999 distribuì altri 7.000 frigoriferi in 12 villaggi.
Nel 2000 ricevette il premio Rolex Award for Enterprise di 75000 $ che gli permise di diffondere la sua invenzione in tutta la Nigeria e nel 2001 il premio Shell per lo sviluppo sostenibile. Abba ideò una campagna educativa su misura per la vita del paese e per la popolazione analfabeta, realizzando una rappresentazione teatrale con attori locali per promuovere i vantaggi del frigorifero nel deserto. I vasi venivano venduti per una cifra equivalente a 40 centesimi di dollaro al paio.
Dopo il 2000, numerose ONG internazionali hanno iniziato a lavorare sulla diffusione di questa tecnologia in diversi paesi africani, tra cui in Sudan, in Gambia ed in Burkina Faso.
Nel 2002 il dipartimento di sviluppo tecnologico dell'Università di Al-Fashir in Darfur (Sudan) effettuò diversi esperimenti che certificarono la validità del progetto e la funzionalità del dispositivo, che portò alla costituzione dell'Associazione delle donne per la manifattura della terracotta in Darfur per l'autocostruzione del dispositivo, che venne chiamato con il nome arabo "Zeer".
Dopo la morte di Abba nel 2010, l'evoluzione del frigorifero di terracotta è stata distribuita in più di 100.000 esemplari nelle zone semi-aride della Nigeria settentrionale e dintorni.

## Applicazioni e vantaggi
Il dispositivo può essere utilizzato per conservare e raffreddare sostanze liquide o solide (tra cui cibi e medicinali) e necessita per il suo funzionamento unicamente di un ambiente relativamente asciutto ed una fonte di acqua.
L'evaporazione dell'acqua avviene più velocemente nei climi caldi e asciutti, dove quindi questo dispositivo risulta più efficiente. Per favorire l'evaporazione, il frigorifero di terracotta deve inoltre essere posizionato in uno spazio asciutto e ventilato. I refrigeratori evaporativi risultano dunque meno efficienti in ambienti con elevata umidità.
Se vi è uno strato di separazione impermeabile fra il cibo e il vaso poroso, può essere utilizzata anche acqua non potabile (ad esempio acqua di mare) per innescare il processo evaporativo senza contaminare il cibo. Ciò può essere utile nelle zone aride vicino all'oceano, dove l'acqua potabile è scarsa. L'impermeabilizzazione può essere realizzata usando un vaso invetriato o ricoperto di cemento dal lato interno, dove il cibo è conservato.
Oltre a permettere al cibo di conservarsi più a lungo e a ridurre le malattie collegate alla cattiva conservazione dei cibi, tale sistema di refrigerazione ha garantito diversi vantaggi economici alle popolazioni che ne fanno uso, fra cui l'aumento dei ricavi delle vendite di cibo (gli agricoltori possono infatti, grazie alla refrigerazione, adeguare meglio il quantitativo venduto a seconda della domanda e chiedere prezzi più elevati senza dover rispettare determinate scadenze), permettendo così a esse di autosostenersi grazie all'aumento dei profitti, e le donne hanno la possibilità di vendere il cibo direttamente da casa e/o portare le pietanze conservate al mercato solo una volta a settimana invece di tutti i giorni.
Nel 2011, il costo di produzione di uno zeer era di circa 150 naira (equivalenti a circa 1 dollaro statunitense) in Nigeria, così che il prezzo finale di vendita variava tra 180-200 naira (1,20-1,30 $).